# Antonin Larroux

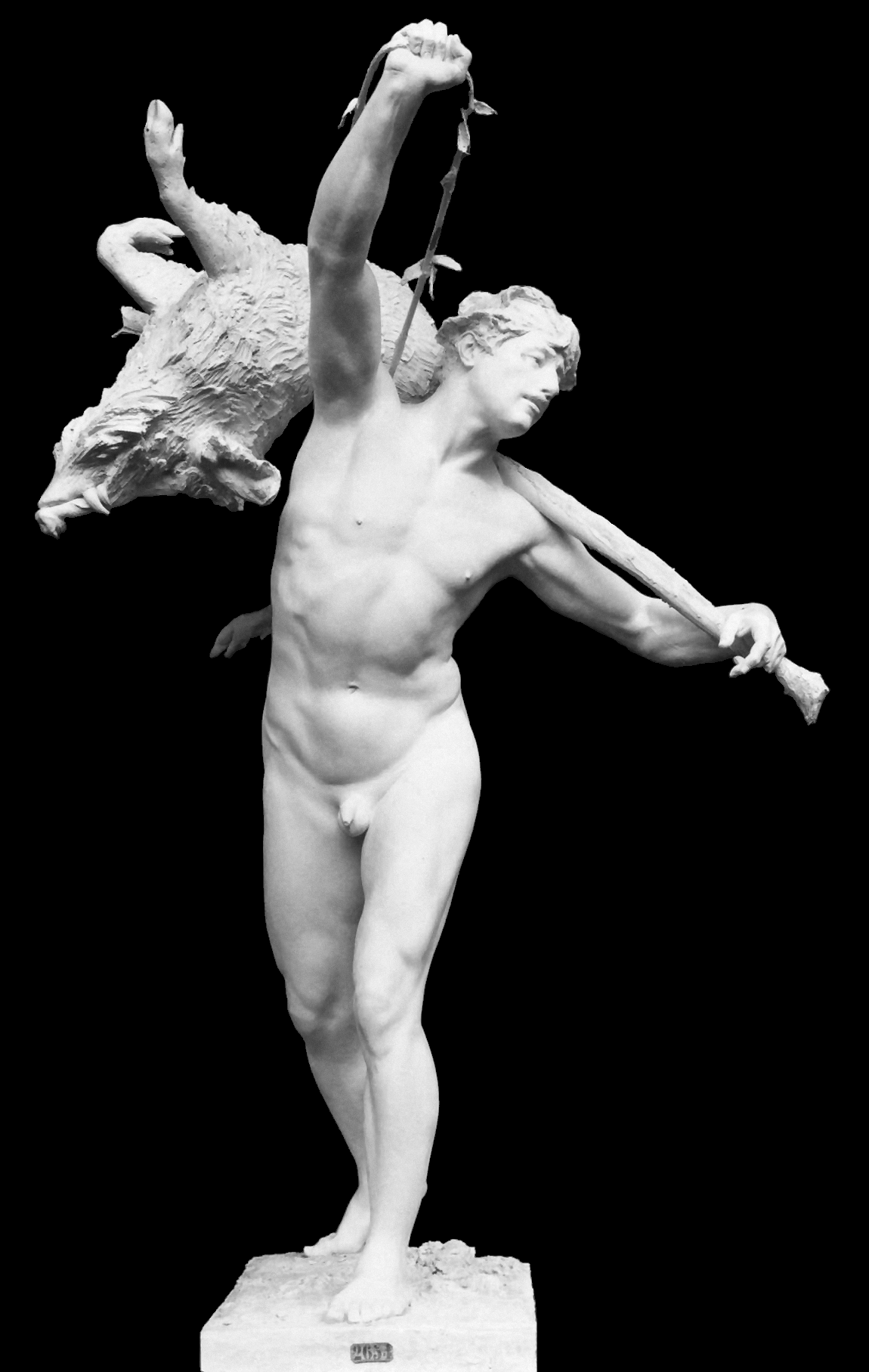
Ritorno dalla caccia al cinghiale, 1891 circa

Antonin Larroux (Tolosa, 3 giugno 1859 – dopo il 1931) è stato uno scultore francese.

## Biografia
Antoinin Larroux nacque il 3 giugno 1859 a Tolosa. Studiò presso gli scultori Henry Maurette, Jean-Antoine-Marie Idrac e Alexandre Falguière. Egli espose le proprie creazioni presso il Salone degli artisti francesi, del quale divenne un membro vero e proprio nel 1906. Nel 1887 ricevette una menzione onorevole e nel 1890 una medaglia di terza classe. Una statua in gesso che ritraeva Giuditta venne esposta alla fiera colombiana di Chicago nel 1893. Si sa molto poco sulla sua vita, ma probabilmente morì dopo il 1931.

## Opere

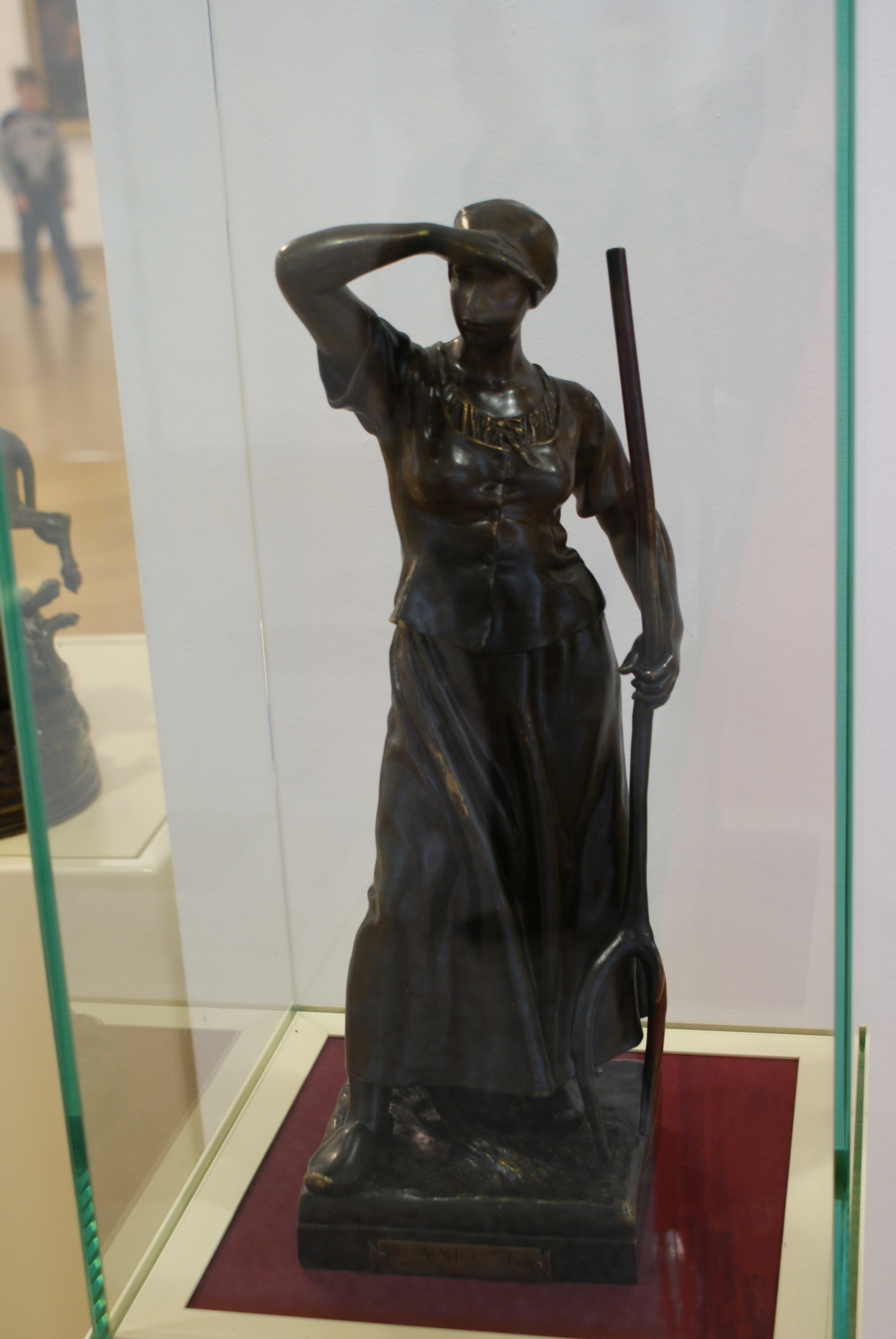
Contadina con il forcone, 1906

- Contadina con il forcone, 1906, bronzo (Minsk, museo nazionale di belle arti della Repubblica di Bielorussia)

### Ubicazione sconosciuta
- Aracne, gesso.[4]
- Prima toeletta (Salone del 1893).
- Ritorno dalla caccia al cinghiale (Salone del 1891), gesso.
- Vendetta di Giuditta (Salone del 1887), gesso.[1]